# Ulrich Neckel

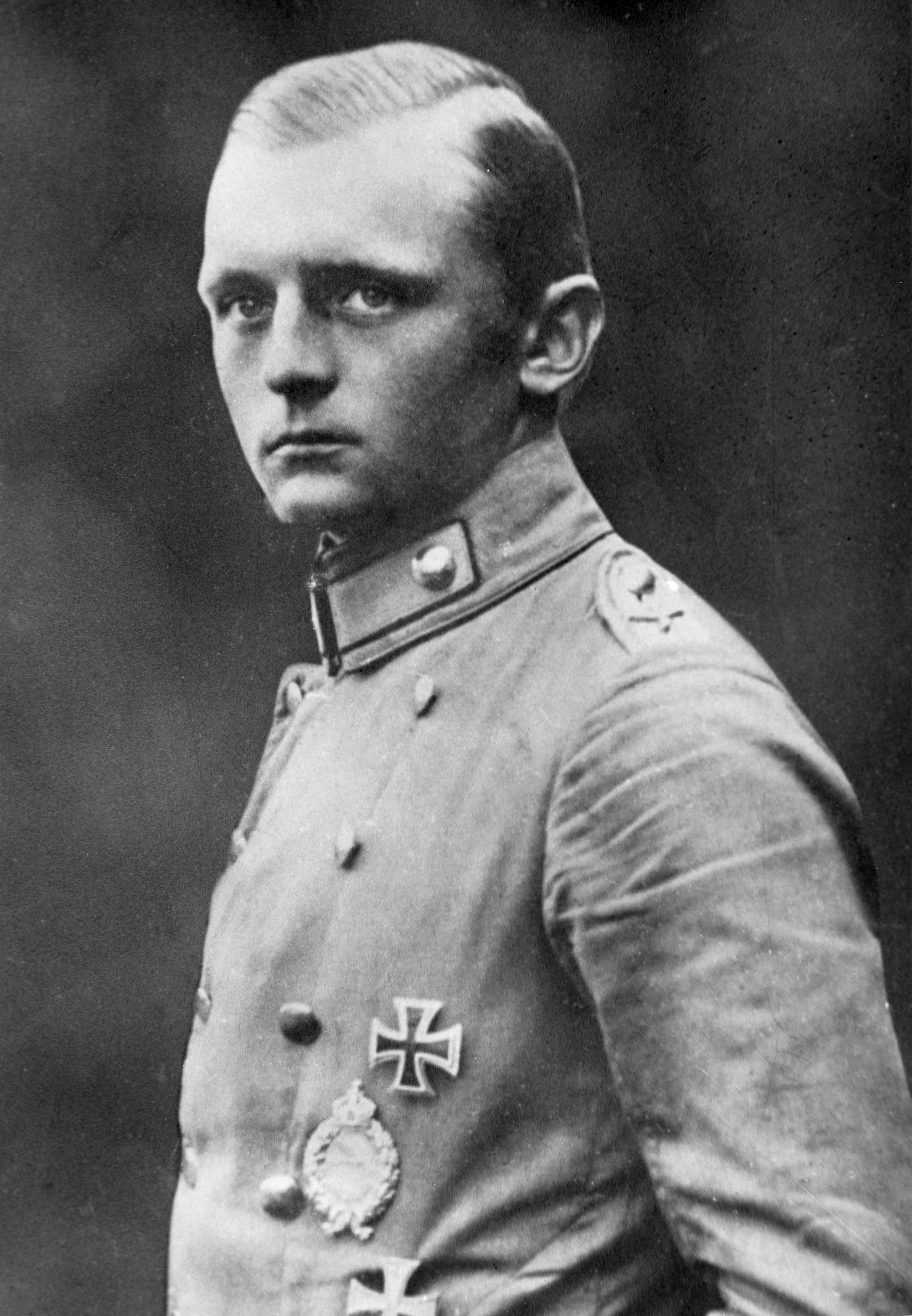
Leutnant Ulrich Neckel

Ulrich Emil Ernst Ludwig Karl Johannes Neckel   (* 23. Januar 1898 in Carlsruhe, Großherzogtum Mecklenburg-Schwerin; † 11. Mai 1928 in Arco, Italien) war ein deutscher Jagdflieger im Ersten Weltkrieg und Ritter des Ordens Pour le Mérite.

## Leben
Ulrich Neckel war das dritte Kind des mecklenburgischen Gutsbesitzers Eduard Neckel und dessen Ehefrau Margarethe, geb. Müller.
Bei Ausbruch des Ersten Weltkriegs meldete sich Neckel als Freiwilliger und trat im September 1914 in das Holsteinische Feldartillerie-Regiment Nr. 24 der Preußischen Armee ein. Nach seiner Grundausbildung wurde er in das Reserve-Feld-Artillerie-Regiment Nr. 65 versetzt und im Januar 1915 an die Ostfront verlegt.
Ende 1916 ließ sich Neckel zur Fliegertruppe versetzen und begann seine Fliegerausbildung auf zweisitzigen Doppeldeckern bei der Militär-Fliegerschule in Müncheberg. Im November desselben Jahres schloss er die Ausbildung zum Flugzeugführer bei der Fliegerersatz-Abteilung 3 in Gotha ab.
Gefreiter Neckel wurde im Frühjahr 1917 zunächst bei der Feldfliegerabteilung 25 an der Ostfront eingesetzt.
Ab dem 8. September 1917 flog er eine Albatros D.V bei der Jagdstaffel 12. Seinen ersten Luftsieg errang er mit dem Abschuss einer Sopwith Pup am 21. September.
Am 28. Februar 1918 schoss er den britischen Jagdflieger John McCudden ab und verbuchte damit den sechsten Luftsieg. Dem RAF-Piloten gelang noch eine Notlandung auf der alliierten Seite.
Ab Mitte März flog Neckel neben seiner Albatros auch eine Fokker Dr.I, auf der er seinen 10. Luftsieg errang.
Seine Beförderung zum Leutnant der Reserve erfolgte am 7. April, kurz darauf wurde er zur Jasta 13 versetzt.
Neckel übernahm am 12. August 1918 die Führung der Jasta 19. Einen Tag später schoss er die Sopwith Camel des britischen Fliegerass Charles Booker ab und erzielte dabei seinen 22. Luftsieg.
Ulrich Neckel wurde am 1. September zum Kommandeur der Jasta 6 ernannt, die mit ihren schwarz-weiß gestreiften Fokker D.VII in Metz-Frecaty stationiert war. Seinen 30. und letzten Luftsieg erzielte Neckel am 6. November, als er mit seiner Staffel auf die Flieger der 28. (US) Aero-Squadron traf und eine SPAD S.XIII zum Absturz brachte. Der Pilot Lieutenant Ben E. Brown überlebte unverletzt und geriet in Gefangenschaft.
Während des Krieges wurde Neckel mit beiden Klassen des Eisernen Kreuzes sowie dem Ritterkreuz des Königlichen Hausordens von Hohenzollern mit Schwertern ausgezeichnet.
Als vorletzter Fliegeroffizier erhielt Neckel am 8. November 1918  den Orden Pour le Mérite.
Nach Kriegsende und Demobilisierung seiner Staffel wurde Neckel im Januar 1919 aus dem Militärdienst entlassen und war zunächst als Kaufmann tätig.
Mitte 1921 verlobte sich Neckel mit Senta Maria Köhler, die er ein Jahr später heiratete. Das Paar bekam 1923 eine Tochter, ließ sich aber bereits 1924 scheiden.
Ab August 1924 arbeitete Neckel als Fluglehrer bei der Sportflug GmbH in Hannover, dann bei der Flugsportschule Staaken GmbH und schließlich bei der Deutschen Verkehrsfliegerschule in Schleißheim bei München.
Neckel verstarb 1928 nach längerer Krankheit in einem italienischen  Sanatorium an Tuberkulose. Er wurde auf dem Invalidenfriedhof in Berlin bestattet.
Um ihn zu ehren, benannte die Lufthansa ab 1934 eines ihrer Passagierflugzeuge Junkers Ju 52 „Ulrich Neckel“.